# Sweetest Thing
Singles de U2
Mofo
(1997) Beautiful Day
(2000)
Sweetest Thing est une chanson du groupe de rock irlandais U2, sortie le 19 octobre 1998. À l'origine face-B du single Where the Streets Have No Name (1987), elle a été réenregistrée et est publiée en tant que single à l'occasion de la sortie de la compilation The Best of 1980-1990 en 1998. Elle s'est classée N°1 au Canada et en Irlande, N°3 au Royaume-Uni et N°63 au Billboard Hot 100. Le titre est également présent sur une autre compilation du groupe U218 Singles parue en 2006 et sur la réédition double CD de l'album The Joshua Tree en 2017.

## Histoire
En 1987, à l'époque où U2 enregistre The Joshua Tree, Bono rate l'anniversaire de son épouse Ali, car il est "occupé" en studio. Pour qu'elle l'excuse, il lui compose au piano cette chanson pop que le quatuor enregistre alors. Sweetest Thing atterrit en face-B du single Where the Streets Have No Name.  Onze ans plus tard, le groupe réenregistre le morceau en version plus propre afin d'annoncer le sortie de la compilation The Best of 1980-1990.

## Clip
Le clip a été réalisé par Kevin Godley. Il présente Bono emmenant sa femme Ali Hewson faire un tour en calèche dans Dublin et faisant appel à plusieurs chanteurs sur le chemin pour lui chanter la sérénade.

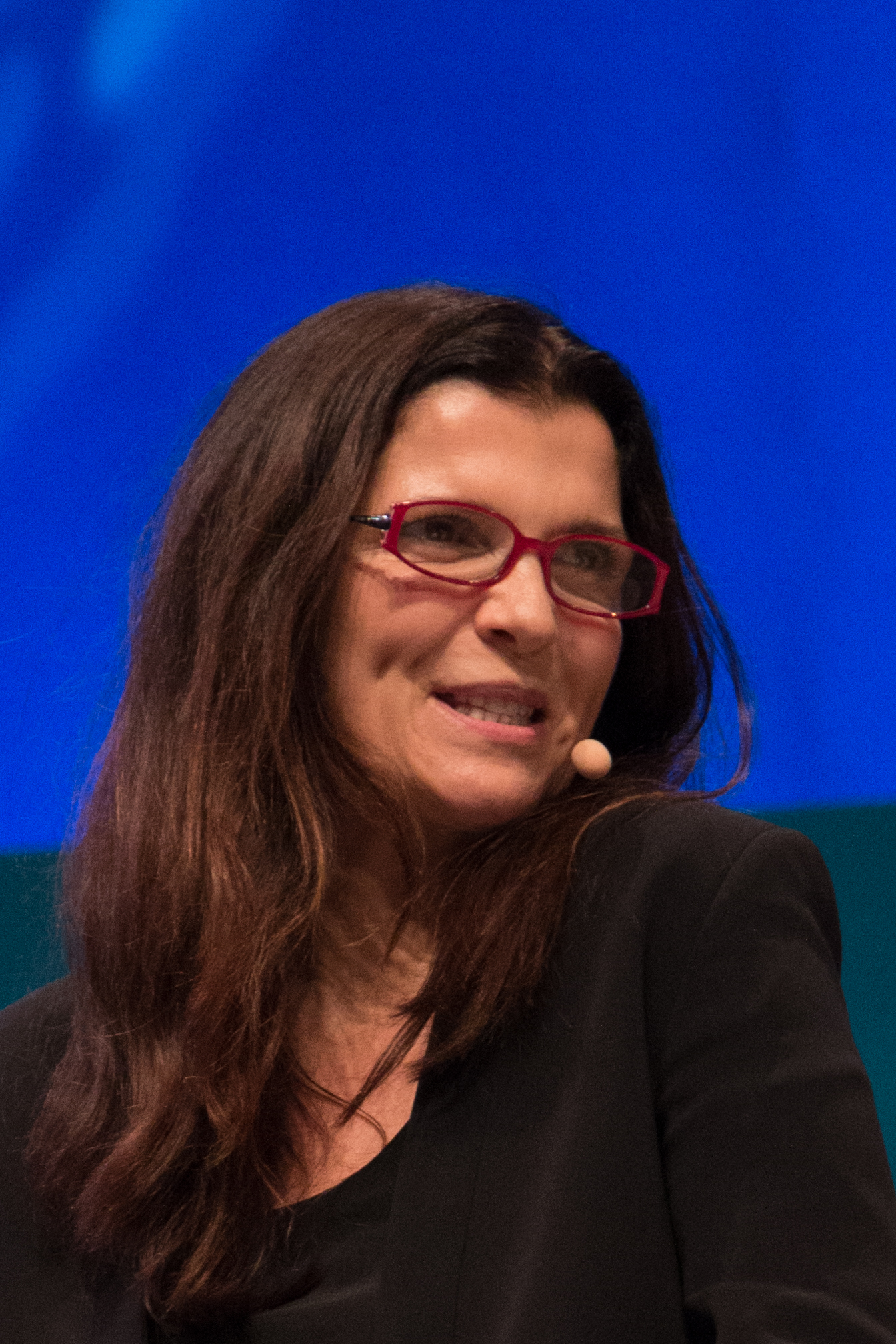
Ali Hewson, la femme de Bono, apparaît dans le clip vidéo.

## Classements
| Pays                                    | Positions |
| --------------------------------------- | --------- |
| Allemagne (Media Control AG)            | 21        |
| Australie (ARIA)                        | 6         |
| Autriche (Ö3 Austria Top 40)            | 7         |
| Belgique (Flandre Ultratop 50 Singles)  | 23        |
| Belgique (Wallonie Ultratop 50 Singles) | 33        |
| Canada (RPM Top Singles)                | 1         |
| Canada (Canadian Singles Chart)         | 1         |
| États-Unis (Billboard Hot 100)          | 63        |
| Finlande (Suomen virallinen lista)      | 6         |
| France (SNEP)                           | 18        |
| Irlande (Irish Singles Chart)           | 1         |
| Italie (FIMI)                           | 2         |
| Norvège (VG-lista)                      | 4         |
| Nouvelle-Zélande (RMNZ)                 | 3         |
| Pays-Bas (Nederlandse Top 40)           | 7         |
| Royaume-Uni (UK Singles Chart)          | 3         |
| Suède (Sverigetopplistan)               | 6         |
| Suisse (Schweizer Hitparade)            | 28        |